# Papiro 20
O Papiro 20  ({\displaystyle {\mathfrak {P}}}20) é um antigo papiro do Novo Testamento que contém fragmentos dos capítulos dois e três do Epístola de Tiago (2:19-3:9).